# Bom Jardim de Goiás
Bom Jardim de Goiás is een gemeente in de Braziliaanse deelstaat Goiás. De gemeente telt 8.734 inwoners (schatting 2009).